# Dudki (Leszczynek)
Dudki – część wsi Leszczynek w Polsce położona w województwie łódzkim, w powiecie kutnowskim, w gminie Kutno. Dudki wchodzą w skład sołectwa Leszczynek.
W latach 1975–1998 Dudki administracyjnie należały do województwa płockiego.